# Anita Gradin
Anita Gradin (ur. 12 sierpnia 1933 w Hörnefors w Västerbotten, zm. 23 maja 2022) – szwedzka polityk, dziennikarka i dyplomata, działaczka Szwedzkiej Socjaldemokratycznej Partii Robotniczej, parlamentarzystka, minister w rządach Ingvara Carlssona, w latach 1995–1999 członkini Komisji Europejskiej.

## Życiorys
Kształciła się w Sztokholmie w zakresie opieki społecznej i administracji publicznej. Pracowała jako dziennikarka w „Västerbottens Folkblad” i „Arbetarbladet”, a także w organizacjach związkowych. Działaczka Szwedzkiej Socjaldemokratycznej Partii Robotniczej, pełniła m.in. funkcję wiceprzewodniczącej partyjnej organizacji kobiecej. W latach 1967–1968 była zatrudniona jako doradca w biurze premiera.
Od końca lat 60. do 1992 sprawowała mandat deputowanej do Riksdagu. Pełniła funkcję przewodniczącej Socialist International Women afiliowanej przy Międzynarodówce Socjalistycznej.
W latach 1982–1986 była ministrem ds. imigrantów i równouprawnienia w ramach resortu pracy, a następnie do 1991 ministrem ds. handlu zagranicznego w ministerstwie spraw zagranicznych. W latach 1992–1994 pełniła funkcję ambasadora Szwecji w Austrii z jednoczesną akredytacją w Słowenii, Międzynarodowej Agencji Energii Atomowej i Biurze ONZ w Wiedniu.
W 1995, po akcesie Szwecji do Unii Europejskiej, została pierwszym szwedzkim członkiem Komisji Europejskiej. W KE kierowanej przez Jacques’a Santera odpowiadała za wymiar sprawiedliwości, obszar wolności i bezpieczeństwa. Stanowisko to zajmowała do 1999. Była później m.in. prezesem izby handlowej szwedzko-izraelskiej.